# Kociołek (jezioro koło wsi Czarny Piec)
Kociołek (Kuchnia) – jezioro w Polsce, położone na zachód od wsi Jedwabno w województwie warmińsko-mazurskim, w powiecie szczycieńskim, w gminie Jedwabno, na pograniczu Pojezierza Olsztyńskiego i Równiny Mazurskiej.
Jezioro typu linowo-szczupakowego. Jezioro otwarte, wypływa z niego struga, która następnie wpływa do rzeki Czarna

## Grupa jezior
Jest to jedno z jezior usytuowanych na zachodniej granicy powiatu w dwóch równoległych rynnach ciągnących się z północy na południe. W jednej z nich jest Jezioro Dłużek, w drugiej jeziora Łabuny Wielkie, Łabuny Małe, Czarne, Przyjamy, Kwiatkowo i Kociołek. Za wyjątniem małych leśnych oczek, wszystkie jeziora są odpływowe i znajdują się w zlewni rzeki Czarnej, która jest dopływem Omulwi. W okolicy tej grupy przebiega droga krajowa nr 58, która m.in. łączy Szczytno i Nidzicę, natomiast wzdłuż jezior, z południa na północ, ciągną się drogi gruntowe. Wszystkie jeziora położone są w lesie.

## Opis jeziora
Jeziorko położone w lesie, na południu od Jeziora Przyjamy. Małe, o nieregularnym kształcie. 
Dojazd ze Szczytna drogą krajową nr 58 w stronę Nidzicy, następnie po 1 km od wsi Dłużek w lewo, w drogę gruntową za Jeziorem Przyjamy.